# 로렌어
로렌어(프랑스어: Lorrain)는 프랑스의 로렌 지방에서 주로 사용되는 오일어 방언 또는 언어이다. 알자스 일부 지역과 벨기에 남단의 곰(Gaume) 지방에서도 사용된다. 프랑스의 지역 언어 중 하나로 분류되어 있으며 벨기에 왈롱에서는 곰어(Gaumais)라는 이름으로 지역 언어의 지위를 가진다. 인접한 게르만 언어로부터 받은 일부 특징이 보인다. 알자스의 웰슈(Welche)라는 하위 방언은 간혹 별개 방언으로 구분되기도 한다.

## 같이 보기
- 프랑스의 언어
- 오일어